# Lainie Kazan
Lainie Kazan; właściwie Lanie Levine (ur. 15 maja 1940 w Nowym Jorku) – amerykańska aktorka i piosenkarka.

## Życiorys
Urodzona w nowojorskim Brooklynie jako Lanie Levine jest córką żydowskich emigrantów; ojciec urodził się w Rosji, a matka pochodziła ze społeczności sefardyjskiej z Jerozolimy. Ukończyła Hofstra University. W 1961 zadebiutowała jako aktorka na Broadwayu rolą w musicalu The Happiest Girl in the World. Później była m.in. dublerką Barbry Streisand w musicalu Zabawna dziewczyna wystawionym po raz pierwszy w 1964. Po tych musicalowych sukcesach zwróciła się ku karierze piosenkarskiej. W 1970 pozowała nago w październikowym numerze Playboya.  W drugiej połowie lat 60. zaczęła również występować w serialach telewizyjnych i filmach. Jednak swoje największe aktorskie sukcesy na ekranie odniosła po roku 1980. Do jej najbardziej znaczących i znanych kreacji należą role w filmach: Wariatki (1988), Dwudziesta dziewiąta ulica (1991) czy Moje wielkie greckie wesele (2002). W 1983 otrzymała nominację do Złotego Globu za drugoplanową rolę w komedii Mój najlepszy rok (1982). 10 lat później ta sama rola w teatralnej adaptacji tego filmu, wystawionej na Broadwayu w 1992 przyniosła jej nominację do nagrody Tony.
Ze zmarłym mężem Peterem Danielsem, za którego wyszła 28 lutego 1971 roku, ma córkę Jennifer.
Wydała 3 albumy z piosenkami.

## Filmografia

### Filmy
- Kobieta w cemencie (1968) jako Maria Baretto
- Ten od serca (1982) jako Maggie
- Mój najlepszy rok (1982) jako Belle Carroca
- Żądza pustyni (1985) jako Marguerita Ventura
- Podróż Natty Gann (1985) jako Connie
- Oddział Delta (1986) jako Sylvia Goldman
- Harry i Hendersonowie (1987) jako Irene Moffat
- Wariatki (1988) jako Leona Bloom
- Dwudziesta dziewiąta ulica (1991) jako pani Pesce
- Stowarzyszenie wdów (1993) jako Selma
- Tylko miłość (1996) jako Sadie Capomezzo
- Partner (1996) jako Cindy Mason
- Mocne uderzenie (1998) jako Jeanne Shulman
- Wieczna północ (1998) jako matka Jerry’ego
- Szkolny patrol (1998) jako pani Day/Georgina Barnett
- Wpadka (1999) jako Hanna
- Bruno (2000) jako s. Mary Perpetua
- Bądź sobą (2000) jako Bess
- Rodzina to grunt (2000) jako Ruth „Ruthie” Seelig
- Ferajna (2000) jako Pepper Lowenstein
- Moje wielkie greckie wesele (2002) jako Maria Portokalos
- Gigli (2003) jako pani Gigli, matka Larry’ego
- Pierścionek zaręczynowy (2005) jako Alicia Rosa Anselmi
- Czerwony Kapturek (2006) jako babcia
- Bratz (2007) jako Bubbie
- Nie zadzieraj z fryzjerem (2008) jako Gail
- Brzuszek Mary (2010) jako Lillian Littlefeather

### Seriale telewizyjne
- Columbo jako Valerie Kirk (w odc. pt. Morderstwo prawie doskonałe z 1978)
- Niesamowite historie (1985-87) jako s. Teresa (gościnnie, 1987)
- Napisała: Morderstwo (1984-96) jako Anna Grimaldi (gościnnie, 1994)
- Opowieści z krypty (1989-96) jako panna Grafungar (gościnnie, 1993)
- Beverly Hills, 90210 (1990–2000) jako Rose Zuckerman (gościnnie, 1991)
- Pomoc domowa (1995-99) jako ciotka Frieda (gościnnie w czterech odcinkach)
- Dotyk anioła (1994−2003) jako ciotka Meg/Doris Bernstein (gościnnie, 1998 i 2002)
- Sekrety Weroniki (1997−2000) jako Dottie (gościnnie, 1997)
- Will i Grace (1998–2006) jako ciotka Honey (gościnnie, 2001)
- Diabli nadali (1998–2007) jako Ava St. Clair (gościnnie, 2007)
- Orły z Bostonu (2004–2008) jako sędzia Paula Stern (gościnnie, 2008)
- Brzydula Betty (2006−2010) jako Dina Talercio (gościnnie, 2010)
- Gotowe na wszystko (2004-2012) jako Maxine Rosen (gościnnie, 2010)
- Współczesna rodzina (od 2009) jako Eleanor (gościnnie, 2013)
- Jessie (od 2011) jako Wanda Winkle (gościnnie, 2013)